# Marcel de Sade
Marcel de Sade (født 30. marts 1934 i Budolfi sogn i Aalborg som Jørgen Vase Larsen. I årene omkring 1960 førte Jørgen Vase Schmidt, som han nu hed, sig frem som Marquis de Kériolét – en adelstitel som markis angiveligt købt 1956 i Vatikanstaten – og efterstræbte et liv i luksus blandt dele af den danske og franske kulturelite.
Marcel de Sade hævder at have tjent millioner på hemmeligt at købe og sælge smykker rundt om i Europa. Senere stjal han som kasserer et betydeligt beløb fra sin arbejdsgiver oliefirmaet B. Ringsted & Co. Da nyheden om bedrageriet nåede offentligheden, blev han i folkemunde kendt som "Den falske Markis".

## Opvækst og karriere
Han var som barn en fremragende klaverspiller, og drog som ung til Paris, hvor han efter eget udsagn levede det vilde liv i kredsen omkring kunstneren Jean Cocteau og dennes elsker, filmstjernen Jean Marais. Marais introducerede de Sade til den europæiske åndselites dekadence.
Marcel de Sade blev sidst 1950'erne en kendt figur i det københavnske natteliv. Han holdt ekstravagante fester i sin lejlighed på Frederiksberg og senere i sin villa på Høeghsmindevej i Gentofte, hvortil han lod sine gæster hente i limousine med standart på forskærmen. Tjenestefolkene sørgede for, at champagnen flød. Overalt i villaen hang billeder af markisen med kappe og kårde og med fingrene besat med diamantringe. Marcel de Sade forklarede, at han var arving til en formue, der var placeret i franske og schweiziske banker.
Som kasserer og bogholder i et mindre oliefirma var hans løn langtfra stor nok til at finansiere nævnte luksusliv. Han hævdede, at han rejste rundt i Europa og solgte smykker for op mod 40 millioner. Senere tog han af kassen i sit firma – først i mindre omfang, men efterhånden overførte han ifølge ham selv beløb svarende til 40 gange sin årsløn.
Ballonen brast 7. februar 1963, hvor politiet bankede på hans dør. Efter en spektakulær retssag blev han fundet skyldig i bedrageri for 820.000 kr. og idømt fire og et halvt års ubetinget fængsel, som han afsonede i Nyborg Statsfængsel. Ifølge ham selv skyldes den hårde dom, at han var offer for janteloven. Han hævder at der senere i hans kælder blev fundet en kuffert med bilag for over 8 mio. kr., som han havde overset, da han brændte belastende beviser. Han blev løsladt efter tre og et halvt år.
Efter tiden i fangenskab lod han sig uddanne til først sygehjælper og senere plejehjemsassistent, hvorefter han arbejdede tredive år i ældreplejen. I 1980'erne blev han kultfigur i LGBT+kredse med sin "søster", den danske draq queen Sandra Day. Efter 1985 at være floppet med LP'en The Marquis... Strikes Again – A Touch Of Noblesse, hvor Marcel de Sade både synger, spiller og akkompagnerer på flygel, fik han i 1996 - takket været fagforbundet Samarbejdende Merkonomer, som under ledelse af en tidl. PR-mand fra teaterverdenen kørte et stærkt mediedækket arrangementsprogram - et massivt gennembrud som fejret foredragsholder. I en tid med stor arbejdsløshed ønskede merkonomerne at høre, hvordan Den falske Marquis havde formået at genopfinde sig selv og skabe en nu holdbar karriere efter sin personlige deroute. Med knap 600 tilmeldinger til det første delvis TV2-transmitterede foredrag på Gentofte Hovedbibliotek, drog han på en velbesøgt landsdækkende turné, der igen gjorde ham til talkshow-gæst i tidens TV-talkshows som Eleva2eren m.fl.  De højtprofilerede foredrag stoppede ved årets udgang. Marquisen var gået på efterløn, med de indtægtsbegrænsninger ordningen dengang satte.
I 2004 producerede DR dokumentaren Danmarks Marquis om de Sades liv med Orla Fokdal som instruktør.
Fra 2007 til 2014 har han haft sporadiske musikalske samarbejder med bl.a. Martin Hall og det danske punkband Iceage.
Han er pensioneret og boede indtil 2016 i en overdådigt indrettet lejlighed på Frederiksberg Allé - der i forlængelse af hans fraflytning blev genstand for kontrovers om borgmester Simon Aggesens udstykning af samme. Marcel de Sade opstillede 2017 til kommunalvalget på Frederiksberg for Liste M, Marguis de Sade, men kom med sine 44 personlige stemmer ikke ind i byrådet. Ifølge ham selv er han stadig markis.
I 2017 udkom bogen Marquis Marcel de Sade - glimtet bag masken af Pernille Frydensbjerg, som omhandler de Sades liv.
I 2021-udgivelsen Marquitomanen - en lystløgners bekendelser af Jean-Lorentz Lafontaine har han "nu, hvor livets efterår går mod vinter, følt trang til at noget af sandheden kommer frem," som det hedder i forlagets introduktion.

## I populærkulturen
Filmen Jeg - en marki fra 1967 med Gabriel Axel i hovedrollen som Marcel de Sade er løseligt bygget over Marcel de Sades historie.